# Elezioni comunali in Lombardia del 1992
Le elezioni comunali in Lombardia del 1992 si tennero il 7-8, 27-28 giugno, 27-28 settembre e il 13-14 dicembre.

## Provincia di Milano

### Meda
| Partito                                                          | Partito                                     | Voti   | %     | Seggi | Differenza (%) | /       |
| ---------------------------------------------------------------- | ------------------------------------------- | ------ | ----- | ----- | -------------- | ------- |
|                                                                  | Lega Nord                                   | 6 831  | 46,98 | 16    | 24,76          | 9       |
|                                                                  | Democrazia Cristiana                        | 2 974  | 20,45 | 7     | 13,01          | 4       |
|                                                                  | Partito Democratico della Sinistra          | 1 203  | 8,27  | 2     | -              | 2       |
|                                                                  | Partito Socialista Italiano                 | 698    | 4,80  | 1     | 10,90          | 4       |
|                                                                  | Federazione dei Verdi                       | 694    | 4,77  | 1     | 0,05           | Stabile |
|                                                                  | Partito Repubblicano Italiano               | 567    | 3,90  | 1     | 0,09           | Stabile |
|                                                                  | Rifondazione Comunista                      | 551    | 3,79  | 1     | -              | 1       |
|                                                                  | Partito Socialista Democratico Italiano     | 537    | 3,69  | 1     | 0,33           | Stabile |
|                                                                  | Movimento Sociale Italiano-Destra Nazionale | 315    | 2,17  | 0     | 0,05           | Stabile |
|                                                                  | Partito Liberale Italiano                   | 121    | 0,83  | 0     | -              | -       |
|                                                                  | Lega Alpina Lumbarda                        | 49     | 0,34  | 0     | -              | -       |
| Totale                                                           | Totale                                      | 14 540 | 100   | 30    |                |         |
| Votanti                                                          | Votanti                                     | 15 102 | 89,09 |       |                |         |
| Elettori                                                         | Elettori                                    | 16 952 | 100   |       |                |         |
| Fonte: Archivio storico delle elezioni - Ministero dell'Interno. |                                             |        |       |       |                |         |

### Monza
| Partito                                                          | Partito                                     | Voti    | %     | Seggi | Differenza (%) | /       |
| ---------------------------------------------------------------- | ------------------------------------------- | ------- | ----- | ----- | -------------- | ------- |
|                                                                  | Lega Nord                                   | 27 499  | 32,07 | 18    | 24,77          | 15      |
|                                                                  | Democrazia Cristiana                        | 14 416  | 16,81 | 9     | 18,53          | 10      |
|                                                                  | Partito Democratico della Sinistra          | 8 797   | 10,26 | 5     | -              | 5       |
|                                                                  | La Rete                                     | 5 557   | 6,48  | 3     | -              | 3       |
|                                                                  | Partito Socialista Italiano                 | 4 698   | 5,48  | 3     | 11,59          | 6       |
|                                                                  | Partito Repubblicano Italiano               | 4 285   | 5,00  | 2     | 0,02           | Stabile |
|                                                                  | Rifondazione Comunista                      | 3 864   | 4,51  | 2     | -              | 2       |
|                                                                  | Movimento Sociale Italiano-Destra Nazionale | 3 745   | 4,37  | 2     | 0,63           | Stabile |
|                                                                  | Lega Alpina Lumbarda                        | 3 524   | 4,11  | 2     | -              | 2       |
|                                                                  | Federazione dei Verdi                       | 2 758   | 3,22  | 1     | 0,88           | 1       |
|                                                                  | Lista Marco Pannella                        | 2 684   | 3,13  | 1     | -              | 1       |
|                                                                  | Partito Liberale Italiano                   | 2 254   | 2,63  | 1     | 0,61           | Stabile |
|                                                                  | Partito Socialista Democratico Italiano     | 1 660   | 1,94  | 1     | 1,83           | 1       |
| Totale                                                           | Totale                                      | 85 741  | 100   | 50    |                |         |
| Votanti                                                          | Votanti                                     | 89 589  | 87,74 |       |                |         |
| Elettori                                                         | Elettori                                    | 102 107 | 100   |       |                |         |
| Fonte: Archivio storico delle elezioni - Ministero dell'Interno. |                                             |         |       |       |                |         |

## Provincia di Varese

### Varese
| Partito                                                          | Partito                                     | Voti   | %     | Seggi | Differenza (%) | /       |
| ---------------------------------------------------------------- | ------------------------------------------- | ------ | ----- | ----- | -------------- | ------- |
|                                                                  | Lega Nord                                   | 22 654 | 37,33 | 17    | 16,56          | 8       |
|                                                                  | Democrazia Cristiana                        | 10 705 | 17,64 | 8     | 12,25          | 5       |
|                                                                  | Partito Democratico della Sinistra          | 4 933  | 8,13  | 3     | -              | 3       |
|                                                                  | La Rete                                     | 3 330  | 5,49  | 2     | -              | 2       |
|                                                                  | Movimento Sociale Italiano-Destra Nazionale | 2 782  | 4,58  | 2     | 1,50           | 1       |
|                                                                  | Lega Alpina Lumbarda                        | 2 661  | 4,39  | 2     | -              | 2       |
|                                                                  | Partito Socialista Italiano                 | 2 523  | 4,16  | 2     | 11,48          | 4       |
|                                                                  | Rifondazione Comunista                      | 2 149  | 3,54  | 1     | -              | 1       |
|                                                                  | Partito Repubblicano Italiano               | 2 116  | 3,49  | 1     | 1,11           | 1       |
|                                                                  | Federazione dei Verdi                       | 1 774  | 2,92  | 1     | 3,08           | 1       |
|                                                                  | Partito Liberale Italiano                   | 1 358  | 2,24  | 1     | 0,07           | Stabile |
|                                                                  | Lista Civica                                | 1 212  | 2,00  | 0     | -              | -       |
|                                                                  | Lista Marco Pannella                        | 1 091  | 1,80  | 0     | -              | -       |
|                                                                  | Alleanza Lombarda Autonomia                 | 860    | 1,42  | 0     | -              | -       |
|                                                                  | Partito Socialista Democratico Italiano     | 533    | 0,88  | 0     | 0,27           | Stabile |
| Totale                                                           | Totale                                      | 60 681 | 100   | 40    |                |         |
| Votanti                                                          | Votanti                                     | 63 412 | 86,51 |       |                |         |
| Elettori                                                         | Elettori                                    | 73 299 | 100   |       |                |         |
| Fonte: Archivio storico delle elezioni - Ministero dell'Interno. |                                             |        |       |       |                |         |